# Feliz Ano Novo
Feliz Ano Novo é um livro de contos de autoria do escritor brasileiro Rubem Fonseca, publicado em 1975. O livro se tornou um best-seller imediato, mas suas narrativas de sexo, violência e conflito entre classes sociais levaram a obra a ser proibida pela censura do regime militar.

## Censura
Lançado originalmente pela editora Artenova, o livro tinha vendido 30 mil exemplares em três edições, quando foi proibido pelo ministro da Justiça, Armando Falcão, sob o argumento de que atentava contra a moral e os bons costumes.
Rubem Fonseca revidou movendo ação contra a União por perdas materiais e danos morais. Enquanto era censurado no Brasil, o livro foi editado na Espanha e na França. Feliz Ano Novo foi liberado em 1985, com o fim da ditadura militar, mas a obra só foi reeditada em 1989, pela Companhia das Letras, quando o autor ganhou a ação na Justiça.

## Histórico de edições
- Artenova, 1975, sem ISBN
- Companhia das Letras, 1989, ISBN 85-7164-069-6
- Agir, 2010, ISBN 978-85-2092-470-9
- Nova Fronteira, 2012 (Coleção Saraiva de Bolso), ISBN 978-85-2093-004-5

## Resumo dos Contos
- Feliz Ano Novo

O narrador, Pereba e Zequinha estão com fome. Há uma quantidade de armamentos que eles estão guardando para Lambreta mas, devido a fome, os três decidem assaltar alguma festa de ano novo em alguma mansão. O plano é bem sucedido e, no desenrolar das coisas, eles acabam matando uma senhora e sua filha, donas da casa, e também um homem que lhes disse para levar o que quisessem ("para eles tudo aquilo era migalha"); Zequinha estupra uma menina. Ao fim do conto, os três brindam um feliz ano novo.
- Corações Solitários

O narrador é um ex-repórter de polícia que começa a trabalhar em um jornal destinado ao público feminino, Mulher. Ele tem a função de responder cartas de leitoras, sob o pseudônimo Dr. Nathanael Lessa; contudo, de acordo com Peçanha, nenhuma mulher de verdade escreve para o jornal, de modo que o próprio narrador inventa as cartas. Mais tarde também começa a escrever os roteiros das fotonovelas, sob o pseudônimo Clarice Simone, baseando-se para tanto na literatura clássica. Fica intrigado ao receber cartas de Pedro Redgrave, que diz ser um homem que gosta de se vestir como mulher e que tem idéias suicidas; o narrador ao fim do conto descobre que Pedro Redgrave é na verdade seu chefe, Peçanha.
- Botando pra Quebrar

O protagonista está desempregado e morando de favor na casa de sua amante, a costureira Mariazinha. Ela lhe diz que vai procurar um outro homem, que seja trabalhador, para ajudá-la com a filha. Ele sai e no mesmo dia consegue o emprego de "leão" de uma boate, sendo alertado a não deixar entrar transformistas, negros e traficantes. Ele vai contar para Mariazinha, que não o deixa falar e avisa que arrumou outro homem, o Hermenegildo. O narrador encontra-se com este para tomar uma cerveja e amargura-se por estar lhe "entregando" a mulher. Quando foi trabalhar, chega um homem vestido de mulher e ele o barra. O dono aparece e pede desculpas, e em seguida chama o protagonista de burro, que se ofende, retruca e acaba com a ameaça de perder o emprego. Ao fim da noite, o narrador tem a função de apartar uma briga mas em vez disso provoca três homens, gerando uma briga em toda a boate. Por ter se machucado, exige do dono do bar dinheiro para seus cuidados médicos, e consegue.
- Passeio Noturno (Parte I)

Homem tem o costume, conhecido da mulher e dos filhos, de dar passeios noturnos com seu carro; descobre-se que seu prazer é atropelar pessoas aleatórias.
- Passeio Noturno (Parte II)

O mesmo protagonista do conto homônimo parte I é abordado por uma mulher no carro ao lado, que lhe dá seu telefone. Ao levar a mulher, de nome Ângela, a um restaurante, esta lhe pergunta porque ele acha que ela o abordou. Ele diz que uma hipótese é ela ter gostado dele e outra é ela ter se interessado pelo dinheiro dele. Ele diz achar que é a segunda, mas ela corrige-o, dizendo que a primeira hipótese é a correta. Ele diz não interessar. Depois de deixá-la perto de casa, atropela-a. Chega em casa e a mulher comenta a demora do passeio; ele diz que estava mais cansado do que nos outros dias.
(Observa-se que a mulher do protagonista no primeiro conto aparece jogando paciência e bebendo uísque e, no segundo, vendo filme; é uma possível alusão à alienação à personalidade de pessoas próximas)
- Dia dos Namorados

Conto protagonizando Mandrake, o detetive. Ele encontra uma loura rica, de acordo com sua definição, e a leva pra casa, quando o advogado Medeiros liga e diz que seu cliente, o banqueiro JJ Santos, está sendo chantageado e pede a Mandrake para fazer o serviço. O banqueiro, casado, estava andando de carro, viu uma garota e resolveu levá-la para um hotel; quando lá estavam, ele descobriu que ela era na verdade um homem, que se chamava Viveca Longfords. O banqueiro deu um chilique, viu que faltavam dois mil reais de sua carteira, ao que o transformista reagiu, indignado pela acusação, e ameaçou se matar se não recebesse dez mil cruzeiros. Mandrake deveria encerrar o caso discretamente: ele foi até onde estavam JJ Soares e Viveca, tirou o banqueiro do carro e andou com o transformista até uma delegacia. Viveca entra na delegacia, pede desculpas pela confusão, chora, desabafa. Mandrake descobre o dinheiro escondido embaixo da peruca. Ele resolve o caso, fica com o dinheiro e o carro, mas fica triste porque a loura já havia ido embora.
- O Outro

Executivo estressado é aconselhado por seu médico a caminhar todos os dias para evitar um ataque cardíaco. Toda vez que caminhava, aparecia o mesmo pedinte (homem branco, forte de cabelos castanhos compridos), que lhe falava sobre sua mãe doente e pedia dinheiro, ao que o homem concedia. O pedinte chega certo dia dizendo que sua mãe morrera, e pedindo mais dinheiro para o enterro. O executivo começa a se sentir perseguido pelo pedinte, e pára de trabalhar. O pedinte apareceu, então, certo dia, perto de sua casa em uma das caminhadas, alegando ser a última vez que pedia dinheiro. Para o homem, esse pedinte era mais alto que ele, forte e ameaçador. O homem disse para ele que esperasse, entrou em casa, pegou uma arma e o matou. ("Ele caiu no chão, então vi que era um menino franzino, de espinhas no rosto, e de uma palidez tão grande que nem mesmo o sangue, que foi cobrindo a sua face, conseguia esconder.")
- Agruras de Um Jovem Escritor

Jovem aspirante a escritor vive com mulher que lhe é devota. Ela o pega traindo e lhe dá pancadas, então ele planeja deixá-la. Fica preocupado por ela ter uma arma, vai jogar a arma fora, é assaltado e acaba atirando no assaltante. Volta para casa e diz à mulher, Lígia, que vai deixá-la. Ela ameaça se matar, ele sai e vai beber num bar. Quando volta, ela está morta; ele chama por ajuda e encontra o assaltante, Enéas, que lhe empresta uma ficha para ligar para o pronto-socorro. Os dois tomam café, a polícia está para chegar, Enéas vai embora. Quando fica sozinho com o corpo, o escritor bebe cervejas, beija a mulher e reescreve a carta de suicídio; percebe que era ela quem escrevia seu romance, fingindo escrever o que ele ditava. As evidências do suicídio por fim apontam para o escritor, que vislumbra a fama com o romance de Lígia e a prisão.
- O Pedido

Amadeu vai visitar o antigo amigo Joaquim, com quem havia brigado, para pedir dinheiro para ir visitar o neto. Eles haviam brigado porque Manuel, filho de Joaquim, era irresponsável e vadio, enquanto que Carlos, filho de Amadeu, tinha um futuro promissor. Amadeu conta que Carlos morreu e, para ser gentil, pergunta de Manuel; Joaquim se irrita, conta sobre como o filho não tem futuro e desiste de emprestar o dinheiro. Amadeu começa a chorar e vai embora. Joaquim se arrepende da atitude, chama Amadeu de volta mas este já não está mais ali.
- O Campeonato

O árbitro de um campeonato de conjunção carnal narra o processo do campeonato entre Miro Parlor e Maurição Chango, as regras e jurisdições, modos de medição das ejaculações, e o decorrer do acontecimento. Parlor ganha o campeonato, finalizando quinze conjunções carnais em 24 horas. Interessante o discurso do vencedor: "O amor está acabando, porque o amor só existe por sermos animais de sangue quente. E hoje estamos representando o último poético circo da alegria de [ter relações sexuais], que tenta opor as vibrações do corpo à ordem e ao progresso, aos coadjuvantes psicoquímicos e aos eletrodomésticos. A vocação do ser humano é ser humano. (...)"
- Nau Catrineta

Conto sobre a tradição familiar canibalista de três tias e seu sobrinho, escrita no livro Decálogo Secreto. É a noite em que as tias conhecerão Ermelinda Balsemão, a primeira vítima do sobrinho. No jantar, as tias explicam à Ermê a história da Nau Catrineta, em que estava o ancestral português da família, Manuel de Matos; os tripulantes iriam morrer de fome e alguns foram mortos para servirem de alimento. Quando Ermê e o sobrinho ficam sozinhos, ele lhe dá uma bebida que diz ser um filtro de amor, e em seguida o ritual se inicia, quando a família come pedaços da menina. Tia Julieta dá ao menino o anel do pai, como recompensa pela missão de família cumprida.
- Entrevista

É um diálogo direto e simples entre um homem e uma mulher. A mulher entra no recinto e o homem a incentiva a contar como ela foi parar lá, sua história de vida. Ela diz que viveu quatro anos felizes com seu marido, até ela descobrir que ele tinha uma amante; a mulher deu uma garrafada na amante, o que fez com que o marido a levasse para casa e lhe batesse até ela perder o filho; para protegê-la, os pais e irmãos da mulher vingam-se atacando o marido agressor. No instante em que a mulher pergunta se pode acender a luz, o homem pergunta se ela não tem medo que o marido a encontre. Ela responde "Já tive, agora não tenho mais... Vamos, que é que você está esperando?"
- 74 Degraus

O conto é dividido em 74 "instantes" que marcam os assassinatos de dois homens, articulados por duas mulheres, Elisa e Tereza. A casa é de Tereza, cheia de troféus e obras sobre animais, pois o marido de Tereza, Alfredo, era envolvido com esportes eqüestres. Elisa visita Tereza e elas conversam, claramente demonstrando terem tido um relacionamento próximo no passado. Pedro visita Tereza e Elisa sai; ele é um competidor eqüestre que procurou Tereza depois que seu marido foi hospitalizado. Tereza pergunta a ele se ele não quer seduzi-la, enquanto ele tenta contar que não é fazendeiro, como havia dito. Ela o beija e leva-o para o quarto, mas antes de levar adiante percebe que "não queria nem ele nem homem nenhum, nunca mais." Tereza ri de Pedro e ameaça matar os cavalos, que são a paixão do homem. Ele a estrangula e ela desmaia. Elisa bate na porta, monta em Pedro, que começa a cavalgar. Tereza acorda e acerta Pedro na cabeça com uma estatueta. Elisa e Tereza então se abraçam e declaram amor uma para outra. Pedro quase acorda e Elisa bate com a estatueta nele. Daniel, marido de Elisa, chega para buscá-la, as duas matam-no com a estatueta. O conto termina com uma das mulheres, provavelmente Elisa, dizendo "É tão fácil matar uma ou duas pessoas. Principalmente se você não tem motivo para isso."
- Intestino Grosso

Entrevista entre um jornalista e um Autor, sobre como este virou escritor, sobre o que ele escreve - "os meus livros estão cheios de miseráveis sem dentes" -, sobre pornografia (para o Autor, a história de João e Maria é "indecente, desonesta, vergonhosa, obscena, despudorada, suja e sórdida") - o jornalista comenta que os livros do Autor são considerados pornográficos -, sobre linguagem e simbologia, tabu. O autor defende a pornografia nos livros, e fala sobre seu livro Intestino Grosso. A conversa continua, o Autor dizendo suas opiniões, citando referências. O conto termina com o jornalista, irritado, dizendo "Esses escritores pensam que sabem de tudo", ao que o Editor responde "É por isso que são perigosos".